# Ферфілд (Айова)
Ферфілд (англ. Fairfield) — місто (англ. city) в США, в окрузі Джефферсон штату Айова. Населення — 9416 осіб (2020).

## Географія
Ферфілд розташований за координатами 41°0′25″ пн. ш. 91°58′2″ зх. д. / 41.00694° пн. ш. 91.96722° зх. д. (41.006880, -91.967137).  За даними Бюро перепису населення США в 2010 році місто мало площу 16,63 км², з яких 16,22 км² — суходіл та 0,41 км² — водойми.

## Демографія
Згідно з переписом 2010 року, у місті мешкали 9464 особи в 4201 домогосподарстві у складі 2218 родин. Густота населення становила 569 осіб/км².  Було 4650 помешкань (280/км²).
Расовий склад населення:
| - 90,3 % — білих - 3,9 % — азіатів - 2,0 % — чорних або афроамериканців - 0,2 % — корінних американців - 1,4 % — осіб інших рас |

До двох чи більше рас належало 2,2 %. Частка іспаномовних становила 3,6 % від усіх жителів.
За віковим діапазоном населення розподілялося таким чином: 18,3 % — особи молодші 18 років, 65,8 % — особи у віці 18—64 років, 15,9 % — особи у віці 65 років та старші. Медіана віку мешканця становила 46,0 року. На 100 осіб жіночої статі у місті припадало 98,8 чоловіків;  на 100 жінок у віці від 18 років та старших — 97,2 чоловіків також старших 18 років.
Середній дохід на одне домашнє господарство  становив 49 533 долари США (медіана — 37 162), а середній дохід на одну сім'ю — 64 494 долари (медіана — 54 257). Медіана доходів становила 41 570 доларів для чоловіків та 30 534 долари для жінок. За межею бідності перебувало 17,3 % осіб, у тому числі 21,5 % дітей у віці до 18 років та 7,7 % осіб у віці 65 років та старших.
Цивільне працевлаштоване населення становило 4108 осіб. Основні галузі зайнятості: освіта, охорона здоров'я та соціальна допомога — 23,9 %, виробництво — 16,3 %, мистецтво, розваги та відпочинок — 12,0 %, роздрібна торгівля — 10,6 %.